# Пентанска киселина
Валеријанска киселина или пентанска киселина је алифатична карбоксилна киселина хемијске формуле . Као друге ниже карбоксилне киселине, има веома непријатан мирис. У природи се налази у валеријани, по коме је добила и име. Њена главна употреба је синтеза естара. Испарљиви естри валеријанске киселине имају пријатан мирис и користе се у парфемима и козметици. Етил-валеринат и пентил-валеринат се користе као адитиви у храни због њихових укуса сличних воћу.

## Безбедност
Валеријанска киселина може да изазове иритацију код људи када дође у додир са кожом и очима, али генерално се то не догађа јер на собној температури нема тенденцију испаравања осим ако није у глацијалној форми. Упркос томе, токсична је воденим организмнима и не треба је пуштати низ сливник ако се претходно не неутралише.

## Употребе
Корен валеријане се дуго користио као биљни седатив.
За валеријанску киселину се сматра да може да ефективно одстрани бубуљице. Њени деривати (попут дифлукортолон-валерината) се користе као кортикостероиди у дерматологији.